# ليو فريدريك
ليو فريدريك (بالإنجليزية: Lew Frederick)‏ هو صحفي وسياسي أمريكي، ولد في 1 ديسمبر 1951 ببولمان في الولايات المتحدة. حزبياً، نشط في الحزب الديمقراطي. وقد انتخب عضو مجلس نواب أوريغون.